# Max: The Curse of Brotherhood
Max: The Curse of Brotherhood é um jogo eletrônico de aventura desenvolvido pela Press Play e publicado pela Microsoft Studios para Xbox 360 e PC. O jogo foi apresentado durante a apresentação da Microsoft na E3 de 2013, com data de lançamento não anunciada.

## História
Max, o protagonista de Max & the Magic Marker, um dia chega da escola e encontra seu irmão mais novo, Felix, brincando em seu quarto e quebrando seus adorados brinquedos. Ficando irritado com seu irmão mais novo, Max pesquisa online no site do mecanismo de busca "Giggle" (uma paródia do Google) por uma maneira de se livrar de Felix. Ele imediatamente se depara com um feitiço que promete fazer seu irmão desaparecer. Ler inadvertidamente o feitiço em voz alta abre um portal misterioso de onde emerge uma garra gigante e sequestra seu irmão mais novo, Felix. Percebendo as consequências de seus atos, Max salta sem hesitação no portal para resgatar Felix e entra em um mundo mágico e hostil controlado pelo malvado senhor Mustacho e seus capangas.

## Jogabilidade
Em sua essência, Max: The Curse of Brotherhood é um quebra-cabeça/plataforma baseado em física e ambientado em um ambiente 2.5D com uma câmera cinematográfica gratuita. O jogo tem 7 capítulos e 20 níveis no total. Todos os níveis estão conectados para que o jogo pareça uma longa jornada. Além da plataforma, a reviravolta da jogabilidade é o marcador mágico que introduz uma abordagem criativa e aberta de como os quebra-cabeças podem ser resolvidos. Ao longo do jogo o marcador mágico ganhará diferentes poderes.

## Recepção
Max: The Curse of Brotherhood recebeu críticas mistas a positivas, com uma pontuação agregada de 72/100 de Metacritic.
GamesRadar elogiou o design inventivo e bem equilibrado dos quebra-cabeças, os belos visuais e os belos ambientes, proporcionando uma experiência nova e charmosa no gênero de plataformas. Destructoid também elogiou seus visuais que são charmosos no estilo "Pixar" e adorou a mistura de quebra-cabeças cerebrais combinados com sequências de ação emocionantes em um mundo memorável. Edge descreveu-o como um jogo de plataformas memorável e divertido, com quebra-cabeças engenhosos e um fluxo constante de novas paisagens. Mas eles comentam que o jogo “estende os controles além da sua zona de conforto” e criticam o limite da liberdade de desenhar o que e onde quiser. GameSpot adorei seus ambientes exuberantes e design artístico atraente combinados com uma história e protagonista atraentes. Em relação aos quebra-cabeças, eles inicialmente os acharam intrigantes, mas tendem a se tornar repetitivos e, portanto, previsíveis ao longo do jogo.
Game Informer escreveram que o conceito central do jogo era um "truque que simplesmente não funciona muito bem" e, por esse motivo, não esperavam que os jogadores avançassem até o final do jogo. Eles acrescentaram que o controle do Xbox One não era preciso o suficiente para os quebra-cabeças. Eles elogiaram o quebra-cabeça final. Kotaku não recomendaram o jogo, que compararam com uma versão maior do jogo para iPhone. Eles elogiaram o humor e a arte de fundo do jogo, mas reclamaram que a mecânica de desenho do jogo às vezes era desnecessariamente difícil e estendia a duração do jogo de maneiras indesejáveis. Hardcore Gamer criticou o jogo por não inovar e não utilizar os recursos do Kinect para a mecânica de desenho, enquanto elogiava sua dublagem, efeitos sonoros e trilha sonora. gamezone afirmou que é difícil recomendar max: The Curse of Brotherhood para fãs de plataformas, já que o jogo apresenta uma mecânica tão irritante. No entanto, eles elogiaram os visuais, chamando-os de "muito lindos", e elogiaram os ambientes detalhados, que, "juntados com a iluminação brilhante, fazem com que pareça um filme interativo da Pixar".

## Ligações Externas
- [pressplay.dk/games/max-the-curse-of-brotherhood/ «Site PressPlay»] Verifique valor |url= (ajuda)